# Troli (Tolkienova mitologija)
Troli ali Ajdi so velika humanoidna bitja bolj počasne pameti in grdega videza.
Živijo v jamah, ki jih zapustijo le ponoči, saj se ob izpostavljenosti sončni svetlobi spremenijo v kamen, iz katerega so nastali.
Večina jih je razbojniške sorte.